# La Gloire des Rois
La Gloire des Rois est un recueil de poèmes de Saint-John Perse, composés entre 1907 et 1945, et paru en 1948 aux éditions de La Nouvelle Revue française. Ce recueil appartient tout à la fois au « cycle antillais » et au « cycle asiatique » en fonction des poèmes qui le composent.

## Composition et édition du recueil
Les poèmes qui constituent le recueil La Gloire des Rois sont écrits sur une très large période de temps qui va de l'entrée en littérature du très jeune Alexis Leger en 1907 jusqu'à 1945, après que ce dernier eut mit fin à sa carrière diplomatique pour n'être plus que le poète Saint-John Perse – condition mise en suspension entre 1924 et 1940 – et s'établît en exil aux États-Unis durant la Seconde Guerre mondiale.
Deux poèmes (Récitation à l'éloge d'une Reine et Histoire du Régent) du futur recueil sont publiés par la toute jeune Nouvelle Revue française, en 1911, au sein du recueil complet intitulé Éloges. Une seconde période d'écriture (pour Amitié du Prince et Chanson) est contemporaine d'Anabase, vers 1923 ; les deux poèmes paraissant en 1924 dans Commerce. Enfin, le recueil est complété par Berceuse dont la date d'écriture est inconnue mais qui sera publié pour la première fois en 1945 dans la revue new-yorkaise Mesa.
Alors que plusieurs éditions adoptent des ordres variés de succession des poèmes, l'ordre définitif du recueil ne sera finalement fixé, par l'auteur soi-même, que lors de la troisième édition d'Éloges en 1948 et conforté en 1972 lors de l'entrée de Saint-John Perse dans la Bibliothèque de la Pléiade.

## Poèmes
- Récitation à l'éloge d'une Reine (écrit 1907, publié en 1910)
  - I. « Haut asile...  »
  - II. « J'ai dit... »
  - III. « J'ai dit en outre... »
  - IV. « Et dit encore... »
  - V. « Ha nécessaire !... »
- Amitié du Prince (écrit vers 1923, publié en 1924)
  - I. « Et toi plus maigre...  »
  - II. « Ainsi parlant et discourant... »
  - III. « Je reviendrai chaque saison... »
  - IV. « ...Assis à l'ombre... »
- Histoire du Régent (écrit entre 1907-1910, publié en 1911)
  - « Tu as vaincu !... »
- Chanson du présomptif (écrit vers 1923, publié en 1924)
  - « J'honore les vivants... »
- Berceuse (écrit probablement vers 1924, publié en 1945)
  - « Première-née... »

## Éditions
- La Gloire des Rois, éditions Gallimard, 1948.
- Éloges suivi de La Gloire des Rois, Anabase, Exil, Poésie/Gallimard, éditions Gallimard, 1967  (ISBN 978-2-07-030246-8).
- Œuvres complètes, Bibliothèque de la Pléiade, éditions Gallimard, 1972  (ISBN 9782070107360).